# Горшков, Сергей Алексеевич
Серге́й Алексе́евич Горшко́в (род. 29 ноября 1999, Москва) — российский футболист, полузащитник клуба «Химки».

## Биография
Начиная с 2018 года участвовал в играх за московскую команду «Олимп» (позже перебазирующуюся в Химки). Проведя 22 матча и забив 4 мяча в 3-м российском дивизионе, вместе с клубом повысился в классе, начав выступать в первенстве ПФЛ. В сезоне 2019/20 дебютировал в профессиональном футболе в матче против «Долгопрудного» (3:0), выйдя на замену вместо Игоря Ламбарского на 70-й минуте встречи. 5 октября 2019 года вышел в стартовом составе против «Коломны» (2:0) и сразу же отличился первым забитым голом на 52-й минуте.
В мае 2020 года, после объединения футбольных клубов «Олимп» и «Долгопрудный» стал выступать за новообразовавшуюся команду «Олимп-Долгопрудный». По окончании сезона вместе со сменой вектора развития клуба и его интеграции в ФК «Химки» перебрался в новую подмосковную команду.
18 июля 2021 года дебютировал за фарм-клуб «Химки-М» против «Саранска» (0:1). Забить свой первый мяч за команду смог только в следующем сезоне в матче против «Коломны» (4:0), которой ранее забивал ещё будучи игроком «Олимпа».
27 мая 2023 года дебютировал в чемпионате России против «Урала» (0:3), выйдя на 78-й минуте.

## Клубная статистика
| Выступление        | Выступление      | Выступление      | Лига | Лига | Кубки | Кубки | Итого | Итого |
| Клуб               | Лига             | Сезон            | Игры | Голы | Игры  | Голы  | Игры  | Голы  |
| ------------------ | ---------------- | ---------------- | ---- | ---- | ----- | ----- | ----- | ----- |
| Олимп (Химки)      | ПФЛ              | 2019/20          | 8    | 1    | —     | —     | 8     | 1     |
| Олимп (Химки)      | Итого            | Итого            | 8    | 1    | —     | —     | 8     | 1     |
| Олимп-Долгопрудный | ПФЛ              | 2020/21          | 2    | 0    | —     | —     | 2     | 0     |
| Олимп-Долгопрудный | Итого            | Итого            | 2    | 0    | —     | —     | 2     | 0     |
| Химки              | Премьер-лига     | 2022/23          | 2    | 0    | —     | —     | 2     | 0     |
| Химки              | Итого            | Итого            | 2    | 0    | —     | —     | 2     | 0     |
| → Химки-М          | Вторая лига      | 2021/22          | 28   | 0    | —     | —     | 28    | 0     |
| → Химки-М          | Вторая лига      | 2022/23          | 28   | 2    | —     | —     | 28    | 2     |
| → Химки-М          | Вторая лига      | 2023             | 6    | 0    | —     | —     | 6     | 0     |
| → Химки-М          | Итого            | Итого            | 62   | 2    | —     | —     | 62    | 2     |
| Всего за карьеру   | Всего за карьеру | Всего за карьеру | 74   | 3    | —     | —     | 74    | 3     |